# Fotografiemuseum (Tallinn)
Het Fotografiemuseum' (Ests: Fotomuuseum) is een museum in de Estse hoofdstad Tallinn en een tak van het Stadsmuseum van Tallinn. Het museum is gevestigd in een voormalige gevangenis die dateert uit de 14e eeuw. Het huisvest de collectie van foto's, negatieven, fotografische voorwerpen en fotoboeken van het Stadsmuseum. De collectie omvat een breed scala aan beelden van Tallinn vanaf de jaren 1860 en legt het veranderende beeld van de stad en het leven van de inwoners vast. Naast foto's bevat de collectie ook materialen over fotografen, fotografische kunst en fotografische cultuur in Estland. Het museum bewaart tevens een verzameling fotografische apparatuur en gereedschappen, evenals een collectie fotografische boeken en documenten.

## Seek gallerie
De Seek galerie is een tentoonstellingspaviljoen van het Fotografiemuseum. Het paviljoen bevindt zich bovenop de ruïnes van het Johannes de Doper-ziekenhuiscomplex uit de 13e en 14e eeuw. De tentoonstellingen vinden alleen plaats in de Seek galerie tijdens de zomerperiode, van juni tot oktober.